# Me das cada día más
Me das cada día más es una canción escrita por Paz Martínez y Víctor Yunes, e interpretada por Valeria Lynch. Fue incluida en el álbum Cada día más de 1984, aunque se hizo muy popular al aparecer en el documental Héroes (1987) que relata la victoria de la selección de fútbol de Argentina en la Copa Mundial de Fútbol de 1986.

## Historia
La canción fue la banda sonora de la película sobre el Mundial, Hero, de la versión en español. Debido al filme que plasmaba la victoria argentina sobre el mundial, el tema fue muy popular en ese país y lo continúa siendo aún hoy.
En 2019, Valeria Lynch la interpretó en su álbum ''Lynch Rompecabezas'' junto a Ale Sergi. 